# Rogno
Rogno [ˈroɲ(ː)o] (Rógn [ˈɾoɲ] in dialetto camuno, Rògn [ˈɾɔɲ] in dialetto bergamasco) è un comune italiano di 3 809 abitanti in provincia di Bergamo, anche se anticamente legato a quella di Brescia, tanto da farne parte a livello di diocesi.

## Geografia fisica

### Territorio
Il territorio, situato sulla destra orografica del fiume Oglio, in Valle Camonica, è prevalentemente formato da montagne. Il comune raggiunge il suo apice alla cima del monte Pora.

## Storia
(Gregorio Brunelli, «Curiosi trattenimenti contenenti ragguagli sacri e profani dei popoli camuni», 1698)

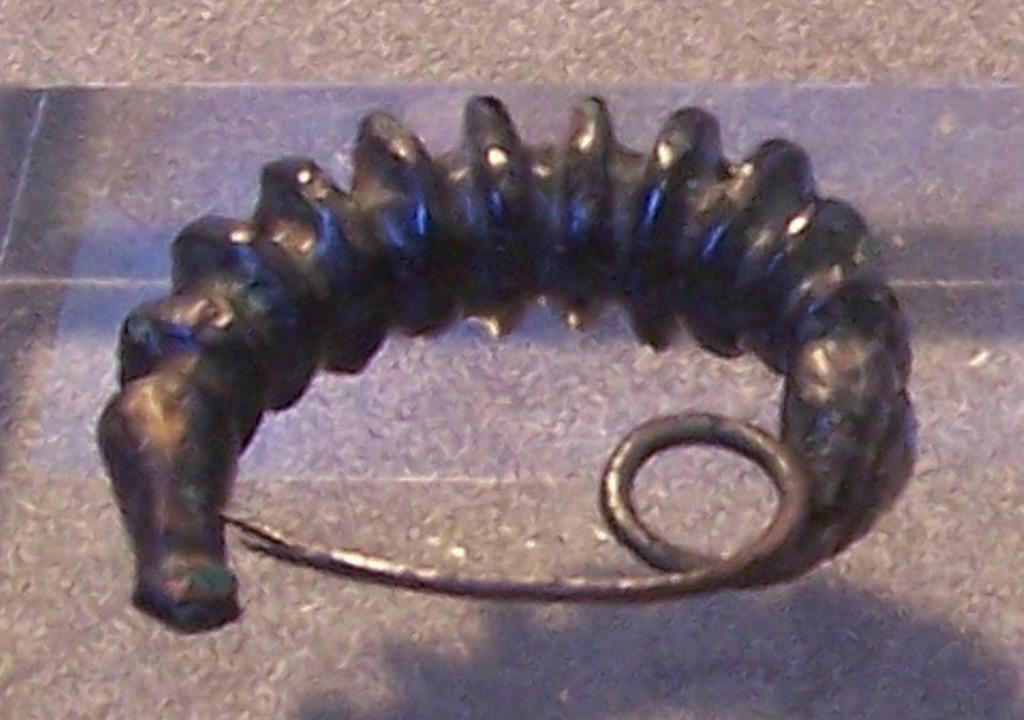
Fibula trovata a Rogno (Museo civico archeologico di Bergamo)

I primi insediamenti umani risalirebbero al Mesolitico (circa nel VI millennio a.C.), quando gruppi di cacciatori si insediarono in queste zone (famosi sono i resti rinvenuti poco distante del cosiddetto "uomo camuno"), in una località denominata Coren Pagà. Qui sono stati rinvenuti importanti reperti ed incisioni rupestri di notevole fattura, risalenti anche al Neolitico.
Anche le popolazioni che qui si stanziarono nei millenni successivi ebbero nel Coren Pagà un luogo di riferimento: incisioni di tribù di Galli Cenomani sono tuttora presenti in quello che era considerato un luogo sacro.
La zona fu in seguito occupata dai romani, che fecero di Rogno la sede di un pagus. Scavi archeologici e fotografie aeree hanno rilevato la presenza di un antico porto risalente a questo periodo.
Di tale periodo rimangono una lapide celebrativa dedicata a Druso, il figlio dell'imperatore Tiberio, e una pietra tombale dei coniugi Reae Trumiae, sacerdote del culto di Cesare e Ennae Tresiae che si trova ora murata sulla sommità del campanile della pieve di Santo Stefano.
I secoli successivi videro il territorio passare ai Longobardi prima, ed al Sacro Romano Impero poi. Fu proprio Carlo Magno a cedere l'intera valle ai monaci dell'abbazia di Marmoutier di Tours.
Rogno fu il capoluogo di una delle quattro circoscrizioni (pievatici) in cui era suddivisa la Comunità di Valle Camonica. Il pievatico di Rogno comprendeva i comuni di Rogno, Darfo, Gianico, Artogne, Erbanno, Gorzone, Sciano, Anfurro, Angolo.
Nel 1255 il comune di Brescia autorizza la costruzione di un'area franca presso la Corna Bianca: diverrà l'abitato di Castelfranco.
Seguirono numerose lotte che portarono a comandare su Rogno i Visconti, ed i loro alleati locali la famiglia ghibellina dei Federici, il breve periodo di Pandolfo III Malatesta, fino all'arrivo della Serenissima che di fatto pose termine alle dispute medievali tra guelfi e ghibellini, assicurando pace sino al 1797.
In seguito, il comune di Rogno passò alla Repubblica Bresciana, alla Repubblica Cisalpina e al Napoleonico Regno d'Italia. Il comune fu poi soppresso nel 1809 e aggregato come frazione al comune di Darfo. Fu ricostituito nel 1816 durante la riorganizzazione del Regno Lombardo-Veneto ed insieme agli altri comuni della Valcamonica (localizzati a est del fiume Oglio) fu aggregato al distretto di Breno e alla delegazione provinciale di Bergamo.
Nel 1838 Rogno fu separato d'autorità dal distretto di Breno e aggregato al distretto di Lovere. Con la proclamazione del Regno d'Italia, il distretto di Breno tornò in provincia di Brescia, ma Rogno, essendo ormai aggregato a Lovere, rimase in provincia di Bergamo, dov'è tuttora.
In epoca austriaca (1816-1859) la Deputazione Comunale di Rogno si riuniva per consuetudine nella frazione di Castelfranco. Anche il primo ufficio municipale, dopo l'annessione al Regno d'Italia, ebbe sede a Castelfranco, pur restando Rogno il capoluogo. Ciò comportava, talvolta, notevoli disguidi e malintesi per i forestieri, e tensioni campanilistiche fra gli abitanti delle frazioni. Si annoverano ripetuti tentativi del consiglio comunale, tra il 1871 e il 1912, di modificare la denominazione dell'ente da "Comune di Rogno" in "Comune di Castelfranco di Rogno" oppure "Comune di Castelfranco Camuno", sempre falliti per diniego delle superiori autorità (prefettura, organi provinciali).
Il municipio fu poi trasferito a Rogno, in via definitiva, nel 1929.

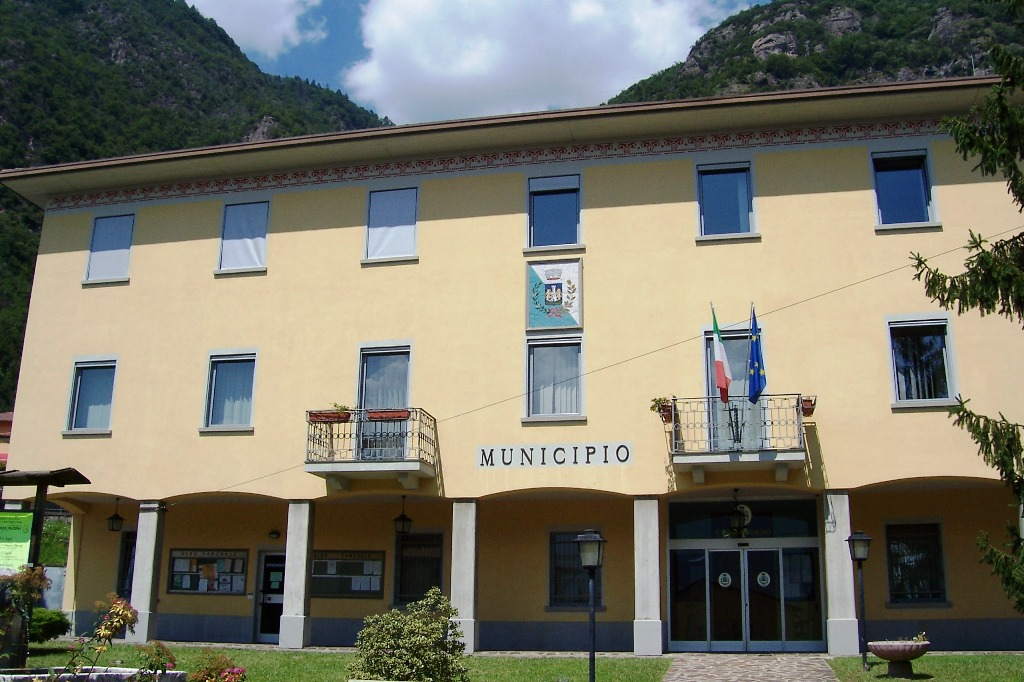
Municipio

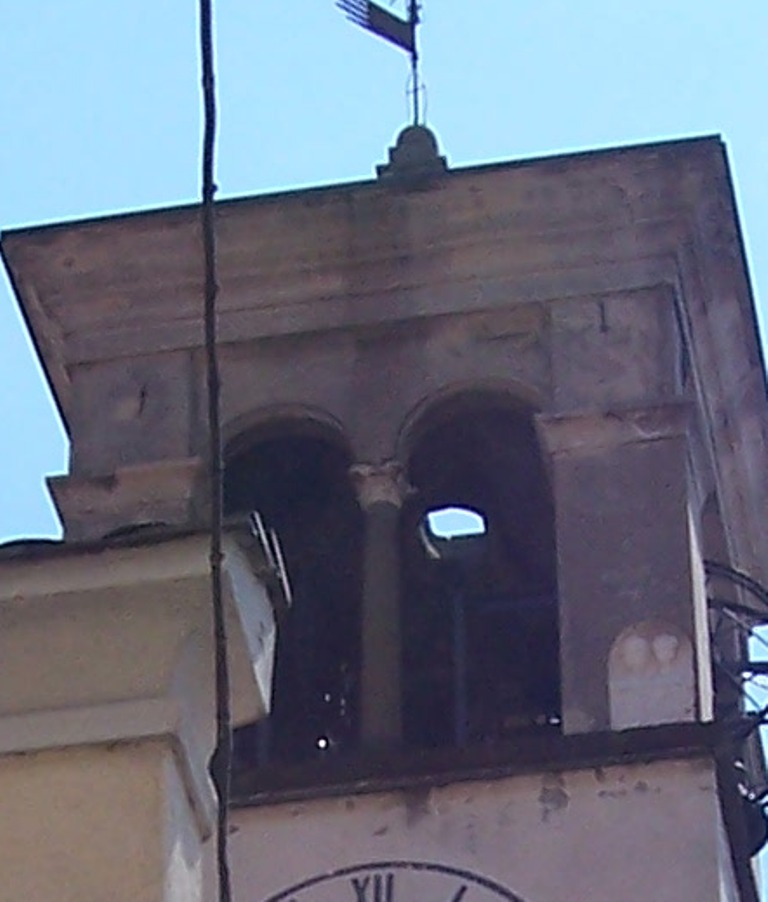
Campanile della pieve di Santo Stefano, con lapide romana riutilizzata

### Simboli
Lo stemma e il gonfalone del Comune di Rogno sono stati concessi con decreto del presidente della Repubblica del 21 ottobre 1968.
(D.P.R. 21 ottobre 1968)
Lo stemma comunale riprende con qualche variante quello appartenuto alla famiglia Busi della Valle Brembana.
Il gonfalone è un drappo troncato di azzurro e di bianco.

## Monumenti e luoghi d'interesse

### Architetture religiose
Molto importante è la chiesa di Santo Stefano Protomartire, nota anche come pieve di Rogno. Riedificata ed ampliata più volte, conserva ancora la facciata originaria dell'edificio sacro risalente alla fine del VII secolo. Fra le opere degne di nota, all'interno è presente una pala ad olio su tela raffigurante il Martirio di Stefano, eseguita da Domenico Carpinoni, un grande olio su tela raffigurante il Discorso di Stefano di Pietro Corbellini, due oli su tela di scuola lombarda del XVII secolo raffiguranti lo Sposalizio di Maria e il Riposo durante la fuga in Egitto, una Via Crucis seicentesca in stile popolare, un grande olio su tela seicentesco raffigurante la Madonna Assunta con i santi Fermo, Rocco, Carlo e Antonio in stile popolare. I medaglioni della volta portano affreschi di Enrico Peci (1927) su temi della vita di santo Stefano. L'organo a canne è pregevole opera di Giovanni Tonoli (1875).
La chiesa parrocchiale di Castelfranco è dedicata ai santi Pietro e Paolo, e all'interno si possono ammirare sculture ed intarsi di scuola fantoniana. Della bottega dei Fantoni è un grande gruppo scultoreo raffigurante la crocifissione. Si può inoltre visitare, nella località Rondinera, la chiesa sussidiaria di santa Maria Ausiliatrice e san Francesco d'Assisi. In questa si può ammirare un mosaico raffigurante quest'ultimo santo.

### Architetture militari
Nella frazione Castelfranco si possono ammirare pochi resti delle mura medievali poste a protezione del borgo.

## Società

### Evoluzione demografica
Abitanti censiti

### Religione
Le parrocchie di Rogno sono quattro e appartengono alla diocesi di Brescia:
- Parrocchia di Santo Stefano Protomartire. Sorta per continuità dall'antica pieve altomedioevale, chiesa matrice della bassa Val Camonica, ha il titolo arcipresbiterale plebano.
- Parrocchia dei Santi Pietro e Paolo (Castelfranco, Piazze e località Rondinera). Già rettoria curata della pieve di Rogno, fu canonicamente eretta in parrocchia nel 1580, per decreto di San Carlo Borromeo.
- Parrocchia di San Giuseppe Operaio (Bessimo Inferiore e Superiore). Già cappellania curata (curazia) della parrocchia di Rogno dal XVIII secolo, fu canonicamente eretta in rettoria nel 1948 e in parrocchia nel 1959 dal vescovo Giacinto Tredici. La chiesa parrocchiale si trova in Bessimo superiore, frazione di Darfo Boario Terme (BS).
- Parrocchia dei Santi Vigilio e Gaudenzio (San Vigilio e Monti). Canonicamente erette nel 1685 (Monti) e nei primi anni del Settecento (San Vigilio). Nel 1986 furono unite in un'unica parrocchia dal vescovo Bruno Foresti.

## Geografia antropica

### Frazioni
Il Comune di Rogno è composto dal capoluogo Rogno e quattro frazioni:
- Castelfranco. Abitato fortificato fondato nel 1255 per concessione del Comune di Brescia.[10]
- Bessimo Inferiore (il contiguo Bessimo Superiore è invece frazione del Comune di Darfo Boario Terme)
- San Vigilio anticamente denominato Fano (la costruzione della chiesa dedicata al santo mandò in disuso il vecchio toponimo).[10]
- Monti

Sono inoltre presenti due località con nuclei urbani: la località Rondinera, di recente urbanizzazione (anni 70) che ha raggiunto un notevole sviluppo, e la località Piazze, molto antica quanto piccola.

### Toponomastica
Alcuni toponimi dell'area di Rogno, partendo da sud verso castelfranco, a ovest verso il monte Pora:
La fermada, le Ai, Val Gola, Le Fontane, Crapél dei piòcc, Pià de la palò.
Toponimi da ovest a nord, verso Bessimo:
Prat del Termen, Pradasole, Pracc de Rinàt, le Braöle, Al de Pidrì

## Economia

### Turismo
Numerose sono le escursioni che si possono compiere sui monti circostanti, adatte ad ogni tipo di utenza, specialmente partendo dalle frazioni di San Vigilio e Monti (mete di turismo), da cui si possono ammirare le zone del fondovalle, con splendidi colpi d'occhio.
Rogno è anche noto per le ripide pareti di Verrucano Lombardo che dominano il paese, molto popolari fra gli appassionati rocciatori.

## Infrastrutture e trasporti
Fra il 1901 e il 1917 la località disponeva di una fermata posta lungo la tranvia Lovere-Cividate Camuno.

## Amministrazione
| Periodo        | Periodo        | Primo cittadino   | Partito                                               | Carica  | Note   |
| -------------- | -------------- | ----------------- | ----------------------------------------------------- | ------- | ------ |
| 1989           | 1994           | Ferruccio Ducoli  | Lista civica (Democrazia Cristiana)                   | Sindaco |        |
| 1994           | 1999           | Aldo Conti        | Lista civica (centro-sinistra)                        | Sindaco |        |
| 1999           | 14 giugno 2004 | Aldo Conti        | Lista civica (centro-sinistra)                        | Sindaco |        |
| 14 giugno 2004 | 8 giugno 2009  | Guerino Surini    | Lista civica Uniti per Rogno (centro-sinistra)        | Sindaco |        |
| 8 giugno 2009  | 26 maggio 2014 | Dario Colossi     | Lista civica Rogno progetto in comune (centro-destra) | Sindaco | [ 16 ] |
| 26 maggio 2014 | 26 maggio 2019 | Dario Colossi     | Lista civica Rogno progetto in comune (centro-destra) | Sindaco |        |
| 27 maggio 2019 | 10 giugno 2024 | Cristian Molinari | Lista civica Rogno sogno comune (centro-destra)       | Sindaco |        |
| 10 giugno 2024 | in carica      | Valerio Franzoni  | Lista civica Orizzonte Comune                         | Sindaco |        |

### Gemellaggi
- Clavesana